# Liste der Kulturdenkmale in Helgoland
In der Liste der Kulturdenkmale in Helgoland sind alle Kulturdenkmale der schleswig-holsteinischen Insel Helgoland (Kreis Pinneberg) aufgelistet (Stand: 14. April 2025).

## Legende
In den Spalten befinden sich folgende Informationen:
- Objekt-ID: die Nummer des Kulturdenkmales
- Lage: die Adresse des Kulturdenkmales und die geographischen Koordinaten. Kartenansicht, um Koordinaten zu setzen. In der Kartenansicht sind Kulturdenkmale ohne Koordinaten mit einem roten Marker dargestellt und können in der Karte gesetzt werden. Kulturdenkmale ohne Bild sind mit einem blauen Marker gekennzeichnet, Kulturdenkmale mit Bild mit einem grünen Marker.
- Offizielle Bezeichnung: Bezeichnung des Kulturdenkmales
- Beschreibung: die Beschreibung des Kulturdenkmales
- Bild: ein Bild des Kulturdenkmales

## Bauliche Anlagen
| Objekt-ID      | Lage                                                     | Offizielle Bezeichnung            | Beschreibung | Bild                             |
| -------------- | -------------------------------------------------------- | --------------------------------- | --- | -------------------------------- |
| 8713 Wikidata  | Am Falm 304 (54° 10′ 53″ N, 7° 53′ 13″ O)                | Wohnhaus                          | Alteintragung (Aktualisierung vorgesehen) - Begründung: geschichtlich, städtebaulich - Schutzumfang: gesamtes Äußeres - Denkmaltyp: Bauliche Anlage | Fotos hochladen                  |
| 8714 Wikidata  | Am Falm 305 (54° 10′ 54″ N, 7° 53′ 13″ O)                | Wohnhaus                          | Alteintragung (Aktualisierung vorgesehen) - Begründung: geschichtlich, städtebaulich - Schutzumfang: gesamtes Äußeres - Denkmaltyp: Bauliche Anlage | Fotos hochladen                  |
| 8715 Wikidata  | Am Falm 306 (54° 10′ 54″ N, 7° 53′ 14″ O)                | Wohnhaus                          | Alteintragung (Aktualisierung vorgesehen) - Begründung: geschichtlich, städtebaulich - Schutzumfang: gesamtes Äußeres - Denkmaltyp: Bauliche Anlage | Fotos hochladen                  |
| 8716 Wikidata  | Am Falm 307 (54° 10′ 55″ N, 7° 53′ 14″ O)                | Wohnhaus                          | Alteintragung (Aktualisierung vorgesehen) - Begründung: geschichtlich, städtebaulich - Schutzumfang: gesamtes Äußeres - Denkmaltyp: Bauliche Anlage | Fotos hochladen                  |
| 8717 Wikidata  | Am Falm 308 (54° 10′ 55″ N, 7° 53′ 14″ O)                | Wohnhaus                          | Alteintragung (Aktualisierung vorgesehen) - Begründung: geschichtlich, städtebaulich - Schutzumfang: gesamtes Äußeres - Denkmaltyp: Bauliche Anlage | Fotos hochladen                  |
| 8718 Wikidata  | Am Falm 309 (54° 10′ 55″ N, 7° 53′ 14″ O)                | Wohnhaus                          | Alteintragung (Aktualisierung vorgesehen) - Begründung: geschichtlich, städtebaulich - Schutzumfang: gesamtes Äußeres - Denkmaltyp: Bauliche Anlage | Fotos hochladen                  |
| 8719 Wikidata  | Am Falm 311 (54° 10′ 56″ N, 7° 53′ 14″ O)                | Wohnhaus                          | Alteintragung (Aktualisierung vorgesehen) - Begründung: geschichtlich, städtebaulich - Schutzumfang: gesamtes Äußeres - Denkmaltyp: Bauliche Anlage | Fotos hochladen                  |
| 8720 Wikidata  | Am Falm 312 (54° 10′ 56″ N, 7° 53′ 14″ O)                | Wohnhaus                          | Alteintragung (Aktualisierung vorgesehen) - Begründung: geschichtlich, städtebaulich - Schutzumfang: gesamtes Äußeres - Denkmaltyp: Bauliche Anlage | Fotos hochladen                  |
| 8721 Wikidata  | Am Falm 313 (54° 10′ 56″ N, 7° 53′ 14″ O)                | Wohnhaus                          | Alteintragung (Aktualisierung vorgesehen) - Begründung: geschichtlich, städtebaulich - Schutzumfang: gesamtes Äußeres - Denkmaltyp: Bauliche Anlage | Fotos hochladen                  |
| 8722 Wikidata  | Am Falm 316 (54° 10′ 57″ N, 7° 53′ 14″ O)                | Wohnhaus                          | Alteintragung (Aktualisierung vorgesehen) - Begründung: geschichtlich, städtebaulich - Schutzumfang: gesamtes Äußeres - Denkmaltyp: Bauliche Anlage | Fotos hochladen                  |
| 8723 Wikidata  | Am Falm 317 (54° 10′ 57″ N, 7° 53′ 14″ O)                | Wohnhaus                          | Alteintragung (Aktualisierung vorgesehen) - Begründung: geschichtlich, städtebaulich - Schutzumfang: gesamtes Äußeres - Denkmaltyp: Bauliche Anlage | Fotos hochladen                  |
| 8724 Wikidata  | Am Falm 319 (54° 10′ 58″ N, 7° 53′ 14″ O)                | Wohnhaus                          | Alteintragung (Aktualisierung vorgesehen) - Begründung: geschichtlich, städtebaulich - Schutzumfang: gesamtes Äußeres - Denkmaltyp: Bauliche Anlage | Fotos hochladen                  |
| 8725 Wikidata  | Am Falm 320 (54° 10′ 58″ N, 7° 53′ 14″ O)                | Wohnhaus                          | Alteintragung (Aktualisierung vorgesehen) - Begründung: geschichtlich, städtebaulich - Schutzumfang: gesamtes Äußeres - Denkmaltyp: Bauliche Anlage | Fotos hochladen                  |
| 8726 Wikidata  | Am Falm 321 (54° 10′ 59″ N, 7° 53′ 14″ O)                | Wohnhaus                          | Alteintragung (Aktualisierung vorgesehen) - Begründung: geschichtlich, städtebaulich - Schutzumfang: gesamtes Äußeres - Denkmaltyp: Bauliche Anlage | Fotos hochladen                  |
| 8727 Wikidata  | Am Falm 322 (54° 11′ 0″ N, 7° 53′ 14″ O)                 | Wohnhaus                          | Alteintragung (Aktualisierung vorgesehen) - Begründung: geschichtlich, städtebaulich - Schutzumfang: gesamtes Äußeres - Denkmaltyp: Bauliche Anlage | Fotos hochladen                  |
| 8728 Wikidata  | Am Falm 323 (54° 11′ 0″ N, 7° 53′ 13″ O)                 | Wohnhaus                          | Alteintragung (Aktualisierung vorgesehen) - Begründung: geschichtlich, städtebaulich - Schutzumfang: gesamtes Äußeres - Denkmaltyp: Bauliche Anlage | Fotos hochladen                  |
| 2040 Wikidata  | Am Südstrand 4 (54° 10′ 48″ N, 7° 53′ 18″ O)             | Wohnhaus (mit Vorplatz)           | Alteintragung (Aktualisierung vorgesehen) - Begründung: geschichtlich, städtebaulich - Schutzumfang: gesamtes Äußeres - Denkmaltyp: Bauliche Anlage | Fotos hochladen                  |
| 2185 Wikidata  | Am Südstrand 5 (54° 10′ 48″ N, 7° 53′ 18″ O)             | Wohnhaus (mit Vorplatz)           | Alteintragung (Aktualisierung vorgesehen) - Begründung: geschichtlich, städtebaulich - Schutzumfang: gesamtes Äußeres - Denkmaltyp: Bauliche Anlage | Fotos hochladen                  |
| 2026 Wikidata  | Am Südstrand 6 (54° 10′ 48″ N, 7° 53′ 19″ O)             | Wohnhaus (mit Vorplatz)           | Alteintragung (Aktualisierung vorgesehen) - Begründung: geschichtlich, städtebaulich - Schutzumfang: gesamtes Äußeres - Denkmaltyp: Bauliche Anlage | Fotos hochladen                  |
| 2791 Wikidata  | Am Südstrand 7 (54° 10′ 49″ N, 7° 53′ 19″ O)             | Wohnhaus (mit Vorplatz)           | 1964 „Haus Martinus Denker“, heute „Haus Rungholt“; Alteintragung (Aktualisierung vorgesehen) - Begründung: geschichtlich, städtebaulich - Schutzumfang: gesamtes Äußeres - Denkmaltyp: Bauliche Anlage | Fotos hochladen                  |
| 2042 Wikidata  | Am Südstrand 8 (54° 10′ 49″ N, 7° 53′ 19″ O)             | Wohnhaus (mit Vorplatz)           | Alteintragung (Aktualisierung vorgesehen) - Begründung: geschichtlich, städtebaulich - Schutzumfang: gesamtes Äußeres - Denkmaltyp: Bauliche Anlage | Fotos hochladen                  |
| 2186 Wikidata  | Am Südstrand 9 (54° 10′ 50″ N, 7° 53′ 19″ O)             | Wohnhaus (mit Vorplatz)           | Alteintragung (Aktualisierung vorgesehen) - Begründung: geschichtlich, städtebaulich - Schutzumfang: gesamtes Äußeres - Denkmaltyp: Bauliche Anlage | Fotos hochladen                  |
| 2187 Wikidata  | Am Südstrand 10 (54° 10′ 50″ N, 7° 53′ 20″ O)            | Wohnhaus (mit Vorplatz)           | Alteintragung (Aktualisierung vorgesehen) - Begründung: geschichtlich, städtebaulich - Schutzumfang: gesamtes Äußeres - Denkmaltyp: Bauliche Anlage | Fotos hochladen                  |
| 2044 Wikidata  | Am Südstrand 11 (54° 10′ 50″ N, 7° 53′ 20″ O)            | Haus „Seeblick“ (mit Vorplatz)    | Alteintragung (Aktualisierung vorgesehen) - Begründung: geschichtlich, städtebaulich - Schutzumfang: gesamtes Äußeres - Denkmaltyp: Bauliche Anlage | Fotos hochladen                  |
| 2045 Wikidata  | Am Südstrand 12 (54° 10′ 50″ N, 7° 53′ 20″ O)            | Wohnhaus (mit Vorplatz)           | Alteintragung (Aktualisierung vorgesehen) - Begründung: geschichtlich, städtebaulich - Schutzumfang: gesamtes Äußeres - Denkmaltyp: Bauliche Anlage | Fotos hochladen                  |
| 2047 Wikidata  | Am Südstrand 13 (54° 10′ 51″ N, 7° 53′ 21″ O)            | Wohnhaus (mit Vorplatz)           | Alteintragung (Aktualisierung vorgesehen) - Begründung: geschichtlich, städtebaulich - Schutzumfang: gesamtes Äußeres - Denkmaltyp: Bauliche Anlage | Fotos hochladen                  |
| 2043 Wikidata  | Am Südstrand 14 (54° 10′ 51″ N, 7° 53′ 21″ O)            | Wohnhaus (mit Vorplatz)           | Alteintragung (Aktualisierung vorgesehen) - Begründung: geschichtlich, städtebaulich - Schutzumfang: gesamtes Äußeres - Denkmaltyp: Bauliche Anlage | Fotos hochladen                  |
| 2046 Wikidata  | Am Südstrand 15 (54° 10′ 51″ N, 7° 53′ 21″ O)            | Wohnhaus (mit Vorplatz)           | Alteintragung (Aktualisierung vorgesehen) - Begründung: geschichtlich, städtebaulich - Schutzumfang: gesamtes Äußeres - Denkmaltyp: Bauliche Anlage | Fotos hochladen                  |
| 2792 Wikidata  | Am Südstrand 16 (54° 10′ 51″ N, 7° 53′ 22″ O)            | Wohnhaus (mit Vorplatz)           | Alteintragung (Aktualisierung vorgesehen) - Begründung: geschichtlich, städtebaulich - Schutzumfang: gesamtes Äußeres - Denkmaltyp: Bauliche Anlage | Fotos hochladen                  |
| 2188 Wikidata  | Am Südstrand 17 (54° 10′ 52″ N, 7° 53′ 22″ O)            | Wohnhaus (mit Vorplatz)           | Alteintragung (Aktualisierung vorgesehen) - Begründung: geschichtlich, städtebaulich - Schutzumfang: gesamtes Äußeres - Denkmaltyp: Bauliche Anlage | Fotos hochladen                  |
| 2189 Wikidata  | Am Südstrand 21 (54° 10′ 52″ N, 7° 53′ 22″ O)            | Wohnhaus (mit Vorplatz)           | Alteintragung (Aktualisierung vorgesehen) - Begründung: geschichtlich, städtebaulich - Schutzumfang: gesamtes Äußeres - Denkmaltyp: Bauliche Anlage | Fotos hochladen                  |
| 2050 Wikidata  | Am Südstrand 22 (54° 10′ 52″ N, 7° 53′ 22″ O)            | Wohn- und Geschäftshaus           | Quisisana, schon um 1885 Hotel gleichen Namens an dieser Stelle. Alteintragung (Aktualisierung vorgesehen) - Begründung: geschichtlich, städtebaulich - Schutzumfang: gesamtes Äußeres - Denkmaltyp: Bauliche Anlage | Fotos hochladen                  |
| 8447 Wikidata  | Am Südstrand 1300 (54° 10′ 45″ N, 7° 53′ 20″ O)          | Zollgebäude                       | Alteintragung (Aktualisierung vorgesehen) - Begründung: geschichtlich, städtebaulich - Schutzumfang: gesamtes Äußeres - Denkmaltyp: Bauliche Anlage | Fotos hochladen                  |
| 2036 Wikidata  | Am Südstrand 1310 (54° 10′ 52″ N, 7° 53′ 27″ O)          | Konzertmuschel                    | Alteintragung (Aktualisierung vorgesehen) - Begründung: geschichtlich, städtebaulich - Schutzumfang: gesamtes Äußeres - Denkmaltyp: Bauliche Anlage | Fotos hochladen                  |
| 2038 Wikidata  | Am Südstrand (54° 10′ 51″ N, 7° 53′ 25″ O)               | Denkmal H. von Fallersleben       | Denkmal H. von Fallersleben Alteintragung (Aktualisierung vorgesehen) - Begründung: geschichtlich, städtebaulich - Schutzumfang: gesamtes Äußeres - Denkmaltyp: Bauliche Anlage | weitere Fotos \| Fotos hochladen |
| 25435 Wikidata | An der Sapskuhle 511 (54° 11′ 3″ N, 7° 52′ 59″ O)        | Vogelwarte                        | Vogelwarte Helgoland; 1957, 1967–68; eingeschossiger heller Klinkerbau mit Satteldach und verglaster Beobachtungsplattform, Erweiterungsflügel mit Dienstwohnung - Begründung: geschichtlich, wissenschaftlich, Kulturlandschaft prägend - Schutzumfang: gesamtes Objekt - Denkmaltyp: Bauliche Anlage                                       | weitere Fotos \| Fotos hochladen |
| 8707 Wikidata  | Bremer Straße 219 (54° 10′ 55″ N, 7° 53′ 17″ O)          | Wohnhaus                          | Die sog. „Versuchshäuser“ in der Bremer Straße 219–232 waren die ersten Gebäude, die ab 1953 im Rahmen des Wiederaufbauplans neu errichtet wurden. Alteintragung (Aktualisierung vorgesehen) - Begründung: Alteintragung (Aktualisierung vorgesehen) - Schutzumfang: Alteintragung (Aktualisierung vorgesehen) - Denkmaltyp: Bauliche Anlage | Fotos hochladen                  |
| 8706 Wikidata  | Bremer Straße 220 (54° 10′ 55″ N, 7° 53′ 17″ O)          | Reihenhaus                        | Alteintragung (Aktualisierung vorgesehen) - Begründung: Alteintragung (Aktualisierung vorgesehen) - Schutzumfang: Alteintragung (Aktualisierung vorgesehen) - Denkmaltyp: Bauliche Anlage | Fotos hochladen                  |
| 8705 Wikidata  | Bremer Straße 221 (54° 10′ 55″ N, 7° 53′ 17″ O)          | Wohnhaus                          | Alteintragung (Aktualisierung vorgesehen) - Begründung: Alteintragung (Aktualisierung vorgesehen) - Schutzumfang: Alteintragung (Aktualisierung vorgesehen) - Denkmaltyp: Bauliche Anlage | Fotos hochladen                  |
| 8704 Wikidata  | Bremer Straße 222 (54° 10′ 54″ N, 7° 53′ 17″ O)          | Wohnhaus                          | Alteintragung (Aktualisierung vorgesehen) - Begründung: Alteintragung (Aktualisierung vorgesehen) - Schutzumfang: Alteintragung (Aktualisierung vorgesehen) - Denkmaltyp: Bauliche Anlage | Fotos hochladen                  |
| 8703 Wikidata  | Bremer Straße 223 (54° 10′ 54″ N, 7° 53′ 17″ O)          | Wohnhaus                          | Alteintragung (Aktualisierung vorgesehen) - Begründung: Alteintragung (Aktualisierung vorgesehen) - Schutzumfang: Alteintragung (Aktualisierung vorgesehen) - Denkmaltyp: Bauliche Anlage | Fotos hochladen                  |
| 8702 Wikidata  | Bremer Straße 224 (54° 10′ 54″ N, 7° 53′ 17″ O)          | Wohnhaus                          | Alteintragung (Aktualisierung vorgesehen) - Begründung: Alteintragung (Aktualisierung vorgesehen) - Schutzumfang: Alteintragung (Aktualisierung vorgesehen) - Denkmaltyp: Bauliche Anlage | Fotos hochladen                  |
| 8701 Wikidata  | Bremer Straße 225 (54° 10′ 54″ N, 7° 53′ 16″ O)          | Wohnhaus                          | Alteintragung (Aktualisierung vorgesehen) - Begründung: Alteintragung (Aktualisierung vorgesehen) - Schutzumfang: Alteintragung (Aktualisierung vorgesehen) - Denkmaltyp: Bauliche Anlage | Fotos hochladen                  |
| 8560 Wikidata  | Bremer Straße 226 (54° 10′ 54″ N, 7° 53′ 16″ O)          | Wohnhaus                          | Alteintragung (Aktualisierung vorgesehen) - Begründung: Alteintragung (Aktualisierung vorgesehen) - Schutzumfang: Alteintragung (Aktualisierung vorgesehen) - Denkmaltyp: Bauliche Anlage | Fotos hochladen                  |
| 8700 Wikidata  | Bremer Straße 227 (54° 10′ 54″ N, 7° 53′ 16″ O)          | Wohnhaus                          | Alteintragung (Aktualisierung vorgesehen) - Begründung: Alteintragung (Aktualisierung vorgesehen) - Schutzumfang: Alteintragung (Aktualisierung vorgesehen) - Denkmaltyp: Bauliche Anlage | Fotos hochladen                  |
| 8699 Wikidata  | Bremer Straße 228 (54° 10′ 54″ N, 7° 53′ 16″ O)          | Wohnhaus                          | Alteintragung (Aktualisierung vorgesehen) - Begründung: Alteintragung (Aktualisierung vorgesehen) - Schutzumfang: Alteintragung (Aktualisierung vorgesehen) - Denkmaltyp: Bauliche Anlage | Fotos hochladen                  |
| 8698 Wikidata  | Bremer Straße 229 (54° 10′ 55″ N, 7° 53′ 16″ O)          | Wohnhaus                          | Alteintragung (Aktualisierung vorgesehen) - Begründung: Alteintragung (Aktualisierung vorgesehen) - Schutzumfang: Alteintragung (Aktualisierung vorgesehen) - Denkmaltyp: Bauliche Anlage | Fotos hochladen                  |
| 8697 Wikidata  | Bremer Straße 230 (54° 10′ 55″ N, 7° 53′ 16″ O)          | Wohnhaus                          | Alteintragung (Aktualisierung vorgesehen) - Begründung: Alteintragung (Aktualisierung vorgesehen) - Schutzumfang: Alteintragung (Aktualisierung vorgesehen) - Denkmaltyp: Bauliche Anlage | Fotos hochladen                  |
| 8696 Wikidata  | Bremer Straße 231 (54° 10′ 55″ N, 7° 53′ 16″ O)          | Wohnhaus                          | Alteintragung (Aktualisierung vorgesehen) - Begründung: Alteintragung (Aktualisierung vorgesehen) - Schutzumfang: Alteintragung (Aktualisierung vorgesehen) - Denkmaltyp: Bauliche Anlage | Fotos hochladen                  |
| 8695 Wikidata  | Bremer Straße 232 (54° 10′ 55″ N, 7° 53′ 16″ O)          | Wohnhaus                          | Alteintragung (Aktualisierung vorgesehen) - Begründung: Alteintragung (Aktualisierung vorgesehen) - Schutzumfang: Alteintragung (Aktualisierung vorgesehen) - Denkmaltyp: Bauliche Anlage | Fotos hochladen                  |
| 8674 Wikidata  | Friesenstraße 72 (54° 10′ 52″ N, 7° 53′ 20″ O)           | Wohnhaus                          | Alteintragung (Aktualisierung vorgesehen) - Begründung: Alteintragung (Aktualisierung vorgesehen) - Schutzumfang: Alteintragung (Aktualisierung vorgesehen) - Denkmaltyp: Bauliche Anlage | Fotos hochladen                  |
| 8675 Wikidata  | Friesenstraße 73 (54° 10′ 52″ N, 7° 53′ 20″ O)           | Wohnhaus                          | Alteintragung (Aktualisierung vorgesehen) - Begründung: Alteintragung (Aktualisierung vorgesehen) - Schutzumfang: Alteintragung (Aktualisierung vorgesehen) - Denkmaltyp: Bauliche Anlage | Fotos hochladen                  |
| 8676 Wikidata  | Friesenstraße 74 (54° 10′ 52″ N, 7° 53′ 20″ O)           | Wohnhaus                          | Alteintragung (Aktualisierung vorgesehen) - Begründung: Alteintragung (Aktualisierung vorgesehen) - Schutzumfang: Alteintragung (Aktualisierung vorgesehen) - Denkmaltyp: Bauliche Anlage | Fotos hochladen                  |
| 8677 Wikidata  | Friesenstraße 75 (54° 10′ 51″ N, 7° 53′ 19″ O)           | Wohnhaus                          | Alteintragung (Aktualisierung vorgesehen) - Begründung: Alteintragung (Aktualisierung vorgesehen) - Schutzumfang: Alteintragung (Aktualisierung vorgesehen) - Denkmaltyp: Bauliche Anlage | Fotos hochladen                  |
| 8559 Wikidata  | Friesenstraße 76 (54° 10′ 51″ N, 7° 53′ 19″ O)           | Wohnhaus                          | Alteintragung (Aktualisierung vorgesehen) - Begründung: Alteintragung (Aktualisierung vorgesehen) - Schutzumfang: Alteintragung (Aktualisierung vorgesehen) - Denkmaltyp: Bauliche Anlage | Fotos hochladen                  |
| 8678 Wikidata  | Friesenstraße 77 (54° 10′ 52″ N, 7° 53′ 19″ O)           | Wohnhaus                          | Alteintragung (Aktualisierung vorgesehen) - Begründung: Alteintragung (Aktualisierung vorgesehen) - Schutzumfang: Alteintragung (Aktualisierung vorgesehen) - Denkmaltyp: Bauliche Anlage | Fotos hochladen                  |
| 8679 Wikidata  | Friesenstraße 78 (54° 10′ 52″ N, 7° 53′ 19″ O)           | Wohnhaus                          | Alteintragung (Aktualisierung vorgesehen) - Begründung: Alteintragung (Aktualisierung vorgesehen) - Schutzumfang: Alteintragung (Aktualisierung vorgesehen) - Denkmaltyp: Bauliche Anlage | Fotos hochladen                  |
| 8680 Wikidata  | Friesenstraße 79 (54° 10′ 52″ N, 7° 53′ 19″ O)           | Wohnhaus                          | Alteintragung (Aktualisierung vorgesehen) - Begründung: Alteintragung (Aktualisierung vorgesehen) - Schutzumfang: Alteintragung (Aktualisierung vorgesehen) - Denkmaltyp: Bauliche Anlage | Fotos hochladen                  |
| 8681 Wikidata  | Friesenstraße 80 (54° 10′ 51″ N, 7° 53′ 19″ O)           | Wohnhaus                          | Alteintragung (Aktualisierung vorgesehen) - Begründung: Alteintragung (Aktualisierung vorgesehen) - Schutzumfang: Alteintragung (Aktualisierung vorgesehen) - Denkmaltyp: Bauliche Anlage | Fotos hochladen                  |
| 8751 Wikidata  | Hafenstraße 1003 (54° 10′ 45″ N, 7° 53′ 17″ O)           | Hummerbude (nördl. Gruppe Nr. 39) | Alteintragung (Aktualisierung vorgesehen) - Begründung: geschichtlich, städtebaulich - Schutzumfang: gesamtes Äußeres - Denkmaltyp: Bauliche Anlage | Fotos hochladen                  |
| 8750 Wikidata  | Hafenstraße 1004 (54° 10′ 45″ N, 7° 53′ 17″ O)           | Hummerbude (nördl. Gruppe Nr. 38) | Alteintragung (Aktualisierung vorgesehen) - Begründung: geschichtlich, städtebaulich - Schutzumfang: gesamtes Äußeres - Denkmaltyp: Bauliche Anlage | Fotos hochladen                  |
| 8749 Wikidata  | Hafenstraße 1005 (54° 10′ 45″ N, 7° 53′ 17″ O)           | Hummerbude (nördl. Gruppe Nr. 37) | Alteintragung (Aktualisierung vorgesehen) - Begründung: geschichtlich, städtebaulich - Schutzumfang: gesamtes Äußeres - Denkmaltyp: Bauliche Anlage | Fotos hochladen                  |
| 8748 Wikidata  | Hafenstraße 1006 (54° 10′ 45″ N, 7° 53′ 17″ O)           | Hummerbude (nördl. Gruppe Nr. 36) | Alteintragung (Aktualisierung vorgesehen) - Begründung: geschichtlich, städtebaulich - Schutzumfang: gesamtes Äußeres - Denkmaltyp: Bauliche Anlage | Fotos hochladen                  |
| 8747 Wikidata  | Hafenstraße 1007 (54° 10′ 45″ N, 7° 53′ 17″ O)           | Hummerbude (nördl. Gruppe Nr. 35) | Alteintragung (Aktualisierung vorgesehen) - Begründung: geschichtlich, städtebaulich - Schutzumfang: gesamtes Äußeres - Denkmaltyp: Bauliche Anlage | Fotos hochladen                  |
| 8746 Wikidata  | Hafenstraße 1008 (54° 10′ 45″ N, 7° 53′ 17″ O)           | Hummerbude (nördl. Gruppe Nr. 34) | Alteintragung (Aktualisierung vorgesehen) - Begründung: geschichtlich, städtebaulich - Schutzumfang: gesamtes Äußeres - Denkmaltyp: Bauliche Anlage | Fotos hochladen                  |
| 8745 Wikidata  | Hafenstraße 1009 (54° 10′ 45″ N, 7° 53′ 17″ O)           | Hummerbude (nördl. Gruppe Nr. 33) | Alteintragung (Aktualisierung vorgesehen) - Begründung: geschichtlich, städtebaulich - Schutzumfang: gesamtes Äußeres - Denkmaltyp: Bauliche Anlage | Fotos hochladen                  |
| 8744 Wikidata  | Hafenstraße 1010 (54° 10′ 45″ N, 7° 53′ 17″ O)           | Hummerbude (nördl. Gruppe Nr. 32) | Alteintragung (Aktualisierung vorgesehen) - Begründung: geschichtlich, städtebaulich - Schutzumfang: gesamtes Äußeres - Denkmaltyp: Bauliche Anlage | Fotos hochladen                  |
| 8743 Wikidata  | Hafenstraße 1011 (54° 10′ 45″ N, 7° 53′ 17″ O)           | Hummerbude (nördl. Gruppe Nr. 31) | Alteintragung (Aktualisierung vorgesehen) - Begründung: geschichtlich, städtebaulich - Schutzumfang: gesamtes Äußeres - Denkmaltyp: Bauliche Anlage | Fotos hochladen                  |
| 8742 Wikidata  | Hafenstraße 1012 (54° 10′ 44″ N, 7° 53′ 17″ O)           | Hummerbude (nördl. Gruppe Nr. 30) | Alteintragung (Aktualisierung vorgesehen) - Begründung: geschichtlich, städtebaulich - Schutzumfang: gesamtes Äußeres - Denkmaltyp: Bauliche Anlage | Fotos hochladen                  |
| 8741 Wikidata  | Hafenstraße 1013 (54° 10′ 44″ N, 7° 53′ 17″ O)           | Hummerbude (nördl. Gruppe Nr. 29) | Alteintragung (Aktualisierung vorgesehen) - Begründung: geschichtlich, städtebaulich - Schutzumfang: gesamtes Äußeres - Denkmaltyp: Bauliche Anlage | Fotos hochladen                  |
| 8740 Wikidata  | Hafenstraße 1014 (54° 10′ 44″ N, 7° 53′ 17″ O)           | Hummerbude (nördl. Gruppe Nr. 28) | Alteintragung (Aktualisierung vorgesehen) - Begründung: geschichtlich, städtebaulich - Schutzumfang: gesamtes Äußeres - Denkmaltyp: Bauliche Anlage | Fotos hochladen                  |
| 8739 Wikidata  | Hafenstraße 1015 (54° 10′ 44″ N, 7° 53′ 16″ O)           | Hummerbude (nördl. Gruppe Nr. 27) | Alteintragung (Aktualisierung vorgesehen) - Begründung: geschichtlich, städtebaulich - Schutzumfang: gesamtes Äußeres - Denkmaltyp: Bauliche Anlage | Fotos hochladen                  |
| 8738 Wikidata  | Hafenstraße 1016 (54° 10′ 44″ N, 7° 53′ 16″ O)           | Hummerbude (nördl. Gruppe Nr. 26) | Alteintragung (Aktualisierung vorgesehen) - Begründung: geschichtlich, städtebaulich - Schutzumfang: gesamtes Äußeres - Denkmaltyp: Bauliche Anlage | Fotos hochladen                  |
| 8737 Wikidata  | Hafenstraße 1017 (54° 10′ 44″ N, 7° 53′ 16″ O)           | Hummerbude (nördl. Gruppe Nr. 25) | Alteintragung (Aktualisierung vorgesehen) - Begründung: geschichtlich, städtebaulich - Schutzumfang: gesamtes Äußeres - Denkmaltyp: Bauliche Anlage | Fotos hochladen                  |
| 8736 Wikidata  | Hafenstraße 1018 (54° 10′ 44″ N, 7° 53′ 16″ O)           | Hummerbude (nördl. Gruppe Nr. 24) | Alteintragung (Aktualisierung vorgesehen) - Begründung: geschichtlich, städtebaulich - Schutzumfang: gesamtes Äußeres - Denkmaltyp: Bauliche Anlage | Fotos hochladen                  |
| 8593 Wikidata  | Hafenstraße 1041 (54° 10′ 43″ N, 7° 53′ 16″ O)           | Hummerbude (südl. Gruppe Nr. 23)  | Alteintragung (Aktualisierung vorgesehen) - Begründung: geschichtlich, städtebaulich - Schutzumfang: gesamtes Äußeres - Denkmaltyp: Bauliche Anlage | Fotos hochladen                  |
| 8592 Wikidata  | Hafenstraße 1042 (54° 10′ 43″ N, 7° 53′ 16″ O)           | Hummerbude (südl. Gruppe Nr. 22)  | Alteintragung (Aktualisierung vorgesehen) - Begründung: geschichtlich, städtebaulich - Schutzumfang: gesamtes Äußeres - Denkmaltyp: Bauliche Anlage | Fotos hochladen                  |
| 8591 Wikidata  | Hafenstraße 1043 (54° 10′ 43″ N, 7° 53′ 16″ O)           | Hummerbude (südl. Gruppe Nr. 21)  | Alteintragung (Aktualisierung vorgesehen) - Begründung: geschichtlich, städtebaulich - Schutzumfang: gesamtes Äußeres - Denkmaltyp: Bauliche Anlage | Fotos hochladen                  |
| 8590 Wikidata  | Hafenstraße 1044 (54° 10′ 43″ N, 7° 53′ 16″ O)           | Hummerbude (südl. Gruppe Nr. 20)  | Alteintragung (Aktualisierung vorgesehen) - Begründung: geschichtlich, städtebaulich - Schutzumfang: gesamtes Äußeres - Denkmaltyp: Bauliche Anlage | Fotos hochladen                  |
| 8589 Wikidata  | Hafenstraße 1045 (54° 10′ 43″ N, 7° 53′ 16″ O)           | Hummerbude (südl. Gruppe Nr. 19)  | Alteintragung (Aktualisierung vorgesehen) - Begründung: geschichtlich, städtebaulich - Schutzumfang: gesamtes Äußeres - Denkmaltyp: Bauliche Anlage | Fotos hochladen                  |
| 8588 Wikidata  | Hafenstraße 1046 (54° 10′ 43″ N, 7° 53′ 16″ O)           | Hummerbude (südl. Gruppe Nr. 18)  | Alteintragung (Aktualisierung vorgesehen) - Begründung: geschichtlich, städtebaulich - Schutzumfang: gesamtes Äußeres - Denkmaltyp: Bauliche Anlage | Fotos hochladen                  |
| 8587 Wikidata  | Hafenstraße 1047 (54° 10′ 43″ N, 7° 53′ 16″ O)           | Hummerbude (südl. Gruppe Nr. 17)  | Alteintragung (Aktualisierung vorgesehen) - Begründung: geschichtlich, städtebaulich - Schutzumfang: gesamtes Äußeres - Denkmaltyp: Bauliche Anlage | Fotos hochladen                  |
| 8586 Wikidata  | Hafenstraße 1048 (54° 10′ 43″ N, 7° 53′ 17″ O)           | Hummerbude (südl. Gruppe Nr. 16)  | Alteintragung (Aktualisierung vorgesehen) - Begründung: geschichtlich, städtebaulich - Schutzumfang: gesamtes Äußeres - Denkmaltyp: Bauliche Anlage | Fotos hochladen                  |
| 8585 Wikidata  | Hafenstraße 1049 (54° 10′ 43″ N, 7° 53′ 17″ O)           | Hummerbude (südl. Gruppe Nr. 15)  | Alteintragung (Aktualisierung vorgesehen) - Begründung: geschichtlich, städtebaulich - Schutzumfang: gesamtes Äußeres - Denkmaltyp: Bauliche Anlage | Fotos hochladen                  |
| 8584 Wikidata  | Hafenstraße 1050 (54° 10′ 42″ N, 7° 53′ 17″ O)           | Hummerbude (südl. Gruppe Nr. 14)  | Alteintragung (Aktualisierung vorgesehen) - Begründung: geschichtlich, städtebaulich - Schutzumfang: gesamtes Äußeres - Denkmaltyp: Bauliche Anlage | Fotos hochladen                  |
| 8583 Wikidata  | Hafenstraße 1051 (54° 10′ 42″ N, 7° 53′ 17″ O)           | Hummerbude (südl. Gruppe Nr. 13)  | Alteintragung (Aktualisierung vorgesehen) - Begründung: geschichtlich, städtebaulich - Schutzumfang: gesamtes Äußeres - Denkmaltyp: Bauliche Anlage | Fotos hochladen                  |
| 8582 Wikidata  | Hafenstraße 1052 (54° 10′ 42″ N, 7° 53′ 17″ O)           | Hummerbude (südl. Gruppe Nr. 12)  | Alteintragung (Aktualisierung vorgesehen) - Begründung: geschichtlich, städtebaulich - Schutzumfang: gesamtes Äußeres - Denkmaltyp: Bauliche Anlage | Fotos hochladen                  |
| 8581 Wikidata  | Hafenstraße 1053 (54° 10′ 42″ N, 7° 53′ 17″ O)           | Hummerbude (südl. Gruppe Nr. 11)  | Alteintragung (Aktualisierung vorgesehen) - Begründung: geschichtlich, städtebaulich - Schutzumfang: gesamtes Äußeres - Denkmaltyp: Bauliche Anlage | Fotos hochladen                  |
| 2190 Wikidata  | Hafenstraße 1054 (54° 10′ 42″ N, 7° 53′ 17″ O)           | Hummerbude (südl. Gruppe Nr. 10)  | Alteintragung (Aktualisierung vorgesehen) - Begründung: geschichtlich, städtebaulich - Schutzumfang: gesamtes Äußeres - Denkmaltyp: Bauliche Anlage | Fotos hochladen                  |
| 8580 Wikidata  | Hafenstraße 1055 (54° 10′ 42″ N, 7° 53′ 17″ O)           | Hummerbude (südl. Gruppe Nr. 9)   | Alteintragung (Aktualisierung vorgesehen) - Begründung: geschichtlich, städtebaulich - Schutzumfang: gesamtes Äußeres - Denkmaltyp: Bauliche Anlage | Fotos hochladen                  |
| 8579 Wikidata  | Hafenstraße 1056 (54° 10′ 42″ N, 7° 53′ 17″ O)           | Hummerbude (südl. Gruppe Nr. 8)   | Alteintragung (Aktualisierung vorgesehen) - Begründung: geschichtlich, städtebaulich - Schutzumfang: gesamtes Äußeres - Denkmaltyp: Bauliche Anlage | Fotos hochladen                  |
| 8578 Wikidata  | Hafenstraße 1057 (54° 10′ 42″ N, 7° 53′ 17″ O)           | Hummerbude (südl. Gruppe Nr. 7)   | Alteintragung (Aktualisierung vorgesehen) - Begründung: geschichtlich, städtebaulich - Schutzumfang: gesamtes Äußeres - Denkmaltyp: Bauliche Anlage | Fotos hochladen                  |
| 2194 Wikidata  | Hafenstraße 1058 (54° 10′ 41″ N, 7° 53′ 17″ O)           | Hummerbude (südl. Gruppe Nr. 6)   | Alteintragung (Aktualisierung vorgesehen) - Begründung: geschichtlich, städtebaulich - Schutzumfang: gesamtes Äußeres - Denkmaltyp: Bauliche Anlage | Fotos hochladen                  |
| 2193 Wikidata  | Hafenstraße 1059 (54° 10′ 41″ N, 7° 53′ 17″ O)           | Hummerbude (südl. Gruppe Nr. 5)   | Alteintragung (Aktualisierung vorgesehen) - Begründung: geschichtlich, städtebaulich - Schutzumfang: gesamtes Äußeres - Denkmaltyp: Bauliche Anlage | Fotos hochladen                  |
| 2192 Wikidata  | Hafenstraße 1060 (54° 10′ 41″ N, 7° 53′ 17″ O)           | Hummerbude (südl. Gruppe Nr. 4)   | Alteintragung (Aktualisierung vorgesehen) - Begründung: geschichtlich, städtebaulich - Schutzumfang: gesamtes Äußeres - Denkmaltyp: Bauliche Anlage | Fotos hochladen                  |
| 2191 Wikidata  | Hafenstraße 1061 (54° 10′ 41″ N, 7° 53′ 17″ O)           | Hummerbude (südl. Gruppe Nr. 3)   | Alteintragung (Aktualisierung vorgesehen) - Begründung: geschichtlich, städtebaulich - Schutzumfang: gesamtes Äußeres - Denkmaltyp: Bauliche Anlage | Fotos hochladen                  |
| 2053 Wikidata  | Hafenstraße 1062 (54° 10′ 41″ N, 7° 53′ 17″ O)           | Hummerbude (südl. Gruppe Nr. 2)   | Alteintragung (Aktualisierung vorgesehen) - Begründung: geschichtlich, städtebaulich - Schutzumfang: gesamtes Äußeres - Denkmaltyp: Bauliche Anlage | Fotos hochladen                  |
| 2052 Wikidata  | Hafenstraße 1063 (54° 10′ 41″ N, 7° 53′ 17″ O)           | Hummerbude (südl. Gruppe Nr. 1)   | Alteintragung (Aktualisierung vorgesehen) - Begründung: geschichtlich, städtebaulich - Schutzumfang: gesamtes Äußeres - Denkmaltyp: Bauliche Anlage | Fotos hochladen                  |
| 8682 Wikidata  | Hummergasse 68 (54° 10′ 53″ N, 7° 53′ 19″ O)             | Wohnhaus                          | Alteintragung (Aktualisierung vorgesehen) - Begründung: Alteintragung (Aktualisierung vorgesehen) - Schutzumfang: Alteintragung (Aktualisierung vorgesehen) - Denkmaltyp: Bauliche Anlage | Fotos hochladen                  |
| 8683 Wikidata  | Hummergasse 69 (54° 10′ 53″ N, 7° 53′ 19″ O)             | Wohnhaus                          | Alteintragung (Aktualisierung vorgesehen) - Begründung: Alteintragung (Aktualisierung vorgesehen) - Schutzumfang: Alteintragung (Aktualisierung vorgesehen) - Denkmaltyp: Bauliche Anlage | Fotos hochladen                  |
| 8684 Wikidata  | Hummergasse 70 (54° 10′ 52″ N, 7° 53′ 19″ O)             | Wohnhaus                          | Alteintragung (Aktualisierung vorgesehen) - Begründung: Alteintragung (Aktualisierung vorgesehen) - Schutzumfang: Alteintragung (Aktualisierung vorgesehen) - Denkmaltyp: Bauliche Anlage | Fotos hochladen                  |
| 8708 Wikidata  | Iip de Swart 218 (54° 10′ 55″ N, 7° 53′ 17″ O)           | Wohnhaus                          | Alteintragung (Aktualisierung vorgesehen) - Begründung: Alteintragung (Aktualisierung vorgesehen) - Schutzumfang: Alteintragung (Aktualisierung vorgesehen) - Denkmaltyp: Bauliche Anlage | Fotos hochladen                  |
| 8694 Wikidata  | J.-A.-Siemens-Terrasse 137 (54° 10′ 50″ N, 7° 53′ 16″ O) | Reihenmittelhaus                  | Alteintragung (Aktualisierung vorgesehen) - Begründung: Alteintragung (Aktualisierung vorgesehen) - Schutzumfang: Alteintragung (Aktualisierung vorgesehen) - Denkmaltyp: Bauliche Anlage | Fotos hochladen                  |
| 2196 Wikidata  | Kirchstraße (54° 10′ 59″ N, 7° 53′ 5″ O)                 | Kirche St. Nicolai                | Kirche St. Nicolai, Altargerät und Taufschale, sechs Grabplatten; Alteintragung (Aktualisierung vorgesehen) - Begründung: Alteintragung (Aktualisierung vorgesehen) - Schutzumfang: Alteintragung (Aktualisierung vorgesehen) - Denkmaltyp: Bauliche Anlage                                                                                  | weitere Fotos \| Fotos hochladen |
| 8453 Wikidata  | Kirchstraße 686 (54° 10′ 55″ N, 7° 52′ 56″ O)            | Leuchtturm mit zwei Wohnhäusern   | Alteintragung (Aktualisierung vorgesehen) - Begründung: Alteintragung (Aktualisierung vorgesehen) - Schutzumfang: Alteintragung (Aktualisierung vorgesehen) - Denkmaltyp: Bauliche Anlage | weitere Fotos \| Fotos hochladen |
| 8685 Wikidata  | Koksen Goat 81 (54° 10′ 52″ N, 7° 53′ 18″ O)             | Wohnhaus                          | Alteintragung (Aktualisierung vorgesehen) - Begründung: Alteintragung (Aktualisierung vorgesehen) - Schutzumfang: Alteintragung (Aktualisierung vorgesehen) - Denkmaltyp: Bauliche Anlage | Fotos hochladen                  |
| 8686 Wikidata  | Koksen Goat 82 (54° 10′ 52″ N, 7° 53′ 18″ O)             | Wohnhaus                          | Alteintragung (Aktualisierung vorgesehen) - Begründung: Alteintragung (Aktualisierung vorgesehen) - Schutzumfang: Alteintragung (Aktualisierung vorgesehen) - Denkmaltyp: Bauliche Anlage | Fotos hochladen                  |
| 8687 Wikidata  | Koksen Goat 83 (54° 10′ 52″ N, 7° 53′ 18″ O)             | Wohnhaus                          | Alteintragung (Aktualisierung vorgesehen) - Begründung: Alteintragung (Aktualisierung vorgesehen) - Schutzumfang: Alteintragung (Aktualisierung vorgesehen) - Denkmaltyp: Bauliche Anlage | Fotos hochladen                  |
| 8688 Wikidata  | Koksen Goat 84 (54° 10′ 52″ N, 7° 53′ 18″ O)             | Wohnhaus                          | Alteintragung (Aktualisierung vorgesehen) - Begründung: Alteintragung (Aktualisierung vorgesehen) - Schutzumfang: Alteintragung (Aktualisierung vorgesehen) - Denkmaltyp: Bauliche Anlage | Fotos hochladen                  |
| 8709 Wikidata  | Kurpromenade 29 (54° 10′ 55″ N, 7° 53′ 26″ O)            | Haus „Wiking“                     | Alteintragung (Aktualisierung vorgesehen) - Begründung: Alteintragung (Aktualisierung vorgesehen) - Schutzumfang: Alteintragung (Aktualisierung vorgesehen) - Denkmaltyp: Bauliche Anlage | Fotos hochladen                  |
| 8710 Wikidata  | Kurpromenade 30 (54° 10′ 55″ N, 7° 53′ 25″ O)            | Haus „Dünenblick“                 | Alteintragung (Aktualisierung vorgesehen) - Begründung: Alteintragung (Aktualisierung vorgesehen) - Schutzumfang: Alteintragung (Aktualisierung vorgesehen) - Denkmaltyp: Bauliche Anlage | Fotos hochladen                  |
| 8711 Wikidata  | Kurpromenade 33 (54° 10′ 56″ N, 7° 53′ 25″ O)            | Haus „Nickels“                    | Alteintragung (Aktualisierung vorgesehen) - Begründung: Alteintragung (Aktualisierung vorgesehen) - Schutzumfang: Alteintragung (Aktualisierung vorgesehen) - Denkmaltyp: Bauliche Anlage | Fotos hochladen                  |
| 8712 Wikidata  | Kurpromenade 34 (54° 10′ 56″ N, 7° 53′ 24″ O)            | Pensionsgebäude                   | Alteintragung (Aktualisierung vorgesehen) - Begründung: Alteintragung (Aktualisierung vorgesehen) - Schutzumfang: Alteintragung (Aktualisierung vorgesehen) - Denkmaltyp: Bauliche Anlage | Fotos hochladen                  |
| 8692 Wikidata  | Kurpromenade 201 (54° 10′ 59″ N, 7° 53′ 19″ O)           | Biologische Bundesanstalt         | Alteintragung (Aktualisierung vorgesehen) - Begründung: geschichtlich, wissenschaftlich, künstlerisch, städtebaulich - Schutzumfang: Alteintragung (Aktualisierung vorgesehen) - Denkmaltyp: Bauliche Anlage | weitere Fotos \| Fotos hochladen |
| 8693 Wikidata  | Kurpromenade 201 (54° 10′ 58″ N, 7° 53′ 21″ O)           | Aquarium                          | Alteintragung (Aktualisierung vorgesehen) - Begründung: geschichtlich, künstlerisch, städtebaulich - Schutzumfang: Alteintragung (Aktualisierung vorgesehen) - Denkmaltyp: Bauliche Anlage | Fotos hochladen                  |
| 2049 Wikidata  | Lung Wai 23 (54° 10′ 53″ N, 7° 53′ 25″ O)                | Wohn- und Geschäftshaus           | Alteintragung (Aktualisierung vorgesehen) - Begründung: geschichtlich, städtebaulich - Schutzumfang: Alteintragung (Aktualisierung vorgesehen) - Denkmaltyp: Bauliche Anlage | Fotos hochladen                  |
| 2183 Wikidata  | Lung Wai 28 (54° 10′ 54″ N, 7° 53′ 24″ O)                | Rathaus                           | Alteintragung (Aktualisierung vorgesehen) - Begründung: geschichtlich, städtebaulich - Schutzumfang: Alteintragung (Aktualisierung vorgesehen) - Denkmaltyp: Bauliche Anlage | Fotos hochladen                  |
| 6431 Wikidata  | Nord-Ost-Land 1460 (54° 11′ 15″ N, 7° 53′ 0″ O)          | Jugendherberge                    | Alteintragung (Aktualisierung vorgesehen) - Begründung: Alteintragung (Aktualisierung vorgesehen) - Schutzumfang: Alteintragung (Aktualisierung vorgesehen) - Denkmaltyp: Bauliche Anlage | weitere Fotos \| Fotos hochladen |
| 8690 Wikidata  | Ol Komede Wai 85 (54° 10′ 52″ N, 7° 53′ 18″ O)           | Wohnhaus                          | Alteintragung (Aktualisierung vorgesehen) - Begründung: Alteintragung (Aktualisierung vorgesehen) - Schutzumfang: Alteintragung (Aktualisierung vorgesehen) - Denkmaltyp: Bauliche Anlage | Fotos hochladen                  |
| 8689 Wikidata  | Schifferstraße 67 (54° 10′ 53″ N, 7° 53′ 18″ O)          | Wohnhaus                          | Alteintragung (Aktualisierung vorgesehen) - Begründung: Alteintragung (Aktualisierung vorgesehen) - Schutzumfang: Alteintragung (Aktualisierung vorgesehen) - Denkmaltyp: Bauliche Anlage | Fotos hochladen                  |
| 26150          | Schulweg 648 (54° 10′ 59″ N, 7° 53′ 1″ O)                | Gemeindehaus                      | Gemeindehaus; 1961–1962, Architekten Georg und Michael Wellhausen; geräumiger Bau unter Satteldach, bestehend aus einem Mehrzweck- und einem Konfirmandensaal für rund 200 Sitzplätze - Begründung: geschichtlich, künstlerisch, städtebaulich - Schutzumfang: gesamtes Objekt - Denkmaltyp: Bauliche Anlage                                 | Fotos hochladen                  |
| 8691 Wikidata  | Schulweg 649 (54° 11′ 0″ N, 7° 52′ 59″ O)                | Schule                            | James-Krüss-Schule; Alteintragung (Aktualisierung vorgesehen) - Begründung: geschichtlich, städtebaulich - Schutzumfang: gesamtes Objekt - Denkmaltyp: Bauliche Anlage | Fotos hochladen                  |
| 8729 Wikidata  | Siisken Hörn 326 (54° 11′ 1″ N, 7° 53′ 12″ O)            | Wohnhaus                          | Alteintragung (Aktualisierung vorgesehen) - Begründung: geschichtlich, städtebaulich - Schutzumfang: gesamtes Objekt - Denkmaltyp: Bauliche Anlage | Fotos hochladen                  |
| 8730 Wikidata  | Steanaker 318 (54° 10′ 57″ N, 7° 53′ 14″ O)              | Wohnhaus                          | Alteintragung (Aktualisierung vorgesehen) - Begründung: geschichtlich, städtebaulich - Schutzumfang: gesamtes Objekt - Denkmaltyp: Bauliche Anlage | Fotos hochladen                  |
| 8731 Wikidata  | Süderstraße 302 (54° 10′ 53″ N, 7° 53′ 13″ O)            | Wohnhaus                          | Alteintragung (Aktualisierung vorgesehen) - Begründung: geschichtlich, städtebaulich - Schutzumfang: gesamtes Objekt - Denkmaltyp: Bauliche Anlage | Fotos hochladen                  |
| 8732 Wikidata  | Süderstraße 303 (54° 10′ 53″ N, 7° 53′ 13″ O)            | Wohnhaus                          | Alteintragung (Aktualisierung vorgesehen) - Begründung: geschichtlich, städtebaulich - Schutzumfang: gesamtes Objekt - Denkmaltyp: Bauliche Anlage | Fotos hochladen                  |